# Så blev det
Så blev det är en 330-sidig memoarbok av förre statsministern Ola Ullsten, utgiven på Ekerlids förlag 2013.